# Ольховое (Полтавская область)
Ольховое (укр. Вільхове) — село,
Опошнянский поселковый совет,
Зеньковский район,
Полтавская область,
Украина.
Код КОАТУУ — 5321355402. Население по переписи 2001 года составляло 100 человек.

## Географическое положение
Село Ольховое находится на левом берегу реки Ворскла,
выше по течению на расстоянии в 2,5 км расположено село Деревки (Котелевский район),
ниже по течению на расстоянии в 1 км расположено село Лихачовка (Котелевский район),
на противоположном берегу — село Миськи Млыны.
Река в этом месте извилистая, образует лиманы, старицы и заболоченные озёра.
Село окружено лесным массивом.
Рядом проходит автомобильная дорога Н-12 (Т-1701).

## История
В 1941 называлось Зайцы
Естьна карте 1869 года как хутор Зайцов